# Кудравец, Анатолий Павлович
Анатоль (Анатолий) Павлович Кудравец (бел. Анатоль Паўлавіч Кудравец; 1 января 1936, д. Околица, Кличевский район, Могилёвская область — 8 мая 2014) — белорусский советский прозаик, переводчик, киносценарист. Член Союза писателей СССР (1969). Лауреат Государственной премии Белорусской ССР имени Якуба Коласа (1986). Лауреат премии «Залаты апостраф» (2012).

## Биография
Родился 1 января 1936 года в деревне Околица Кличевского района Могилевской области. Окончил Слуцкое педагогическое училище, работал учителем в Вирковской семилетней школе Кличевского района.
Заочно окончил отделение журналистики Белорусского государственного университета.
Работал в 1958—1963 годах в газете «Калгасная праўда», редактором на Белорусском радио (1963—1965), корреспондентом газеты «Літаратура і мастацтва» (1965—1966), главным редактором издательства «Мастацкая литература» (1972—1974) и журнала «Нёман» (1978—1997). Инструктор и заведующий сектором художественной литературы ЦК КП Белоруссии (1974—1978). В 1979 году в составе делегации Белорусской ССР участвовал в работе 33-й сессии Генеральной Ассамблеи Организации Объединённых Наций..
Умер 8 мая 2014 года в Минске, похоронен на кладбище в Колодищах.

## Творчество
Первые рассказы публиковал в газете «Калгасная праўда» и журнале «Маладосць» в 1960 году.
Переводил на белорусский язык «Путешествия Гулливера» Д. Свифта (1974), «Сибирские рассказы» В. Иванова (1975), романы А. Нурпеисова «Мрак» (1975), «Неприятность» (1981), повесть К. Симонова «Дни и ночи» (1979), «Повести» А. Тамсааре (1980), В. Короленко «Последний луч» (избранное, 1984), отдельные приведения русских и украинских писателей.

### Сборники прозы
Пусть душа возрадуется
Празднику открыто:
Сотворил ты «Радуницу»,
Смог «Посеять жито».
- бел. «На зялёнай дарозе» («На зелёной дороге») (1968)
- бел. «Раданіца» («Радоница») (1971)
- бел. «Дзень перад святам» («День перед праздником») (1975)
- бел. «Зімы і вёсны» («Зимы и вёсны») (1976)
- бел. «На балоце скрыпелі драчы» («На болоте скрипела коростель») (1979)
- бел. «За чужымі далямі : падарожныя нарысы» («За чужими далями : дорожные записки») (1981)
- бел. «Сачыненне на вольную тэму : раман, апавяданні» («Сочинение на вольную тему : роман, рассказы») (1985)
- бел. «Выбраныя творы ў 2 тамах» («Избранные произведения в 2 томахь») (1986—1987)
- бел. «Блакітны вярблюд» («Голубой верблюд») (1990)
- бел. «Смерць нацыяналіста» («Смерть националиста») (1992)

## Киносценарии
- 1977 — «Осенние яблоки» (реж. Владимир Внуков, Белорусское телевидение)
- 1985 — «С юбилеем подождём» (совместно с Е. Будинасом)
- 1985 — «Радуница» (совместно с Ф. Коневым)

## Награды и премии
- Орден Дружбы народов
- Государственная премия Белорусской ССР имени Якуба Коласа (1986) за роман «Сочинение на свободную тему».
- Литературная премия журнала «Дзеяслоў» «Залаты апостраф» (2012).